# Just like a Woman (1939)
Just like a Woman (Mulher a Valer (título em Portugal)  é um filme britânico, do gênero comédia, dirigido por Paul L. Stein. Lançado em 1939, foi protagonizado por Felix Aylmer, Jeanne de Casalis e Fred Emney.

## Enredo
O enredo do filme segue um grupo de detetives particulares, trabalhando para um joalheiro que persegue uma gangue de ladrões na Argentina.

## Elenco
- Felix Aylmer - Sir Robert Hummel
- David Burns - Pedro
- Jeanne de Casalis - Poppy Mayne
- Fred Emney - Sir Charles Devoir
- Henry Hewitt - Simpson
- Anthony Ireland - Roderique
- John Lodge - Tony Walsh
- Gertrude Michael - Ann Heston
- Hartley Power - Al
- Ralph Truman - Maharajah
- Arthur Wontner - Escubar